# گارژیلس-دامپیر
گارژیلس-دامپیر (به فرانسوی: Gargilesse-Dampierre) یک کمون در فرانسه است که در اندر واقع شده‌است. گارژیلس-دامپیر ۱۵٫۷۲ کیلومتر مربع مساحت و ۳۲۶ نفر جمعیت دارد و ۲۲۱ متر بالاتر از سطح دریا واقع شده‌است.